# SG 99 Andernach
SG 99 Andernach is een Duitse voetbalclub uit Andernach, Rijnland-Palts. De club werd in 1999 opgericht na een fusie tussen SpVgg 1910, DJK en BSV.

## Geschiedenis
Er ontstonden in het begin van de twintigste eeuw verscheidene voetbalclubs uit Andernach. In 1906 werd Preußen Andernach als eerste club opgericht. In 1909 richtte Turnverein 1860 ook een voetbalafdeling op, die in 1917 de naam SpVgg Andernach aannam. Rond deze tijd ontstond uit de Katholischen Gesellenvereins ook een voetbalclub die in 1920 DJK werd.
In 1910 werden BSV Andernach, FC Rhenania Andernach en SuS Andernach opgericht. SuS werd al meteen de succesvolste club van de stad en Preußen en Gymnasial FK sloten zich bij de club aan, die in 1916 voor het eerst kampioen werd. In 1922 fusioneerde SuS met FC Rhenania en nam de naam SpVgg 1910 Andernach aan. De club promoveerde in 1936 naar de Gauliga Mittelrhein en werd daar laatste.
De club DJK werd in 1933 verboden omdat het een katholieke club was en de club werd pas in 1952 heropgericht. In 1971 nam de club de naam van de sponsor aan en werd DJK boullo Andernach.
SpVgg Andernach speelde in 1947/48 voor het eerst in de Oberliga Südwest, de nieuwe hoogste klasse. De club speelde er vier seizoenen alvorens te degraderen. Na enkele seizoenen afwezigheid keerde de club terug in 1955/56 en kon degradatie net vermijden, het was slechts uitstel van executie. Het volgende seizoen degradeerde de club en zei het eersteklassevoetbal definitief vaarwel. Beste plaats was de achtste in 1949/50 toen de club Herbert Panse in de rangen had, die ook voor de nationale ploeg uitkwam.
In 1961 degradeerde de club naar de derde klasse. In 1971 promoveerde de club naar de Regionalliga Südwest, een van de vijf tweede klassen, en werd troosteloos laatste. In 1973 werd de club nog kampioen van de Amateurliga Rheinland, maar zakte nadien weg in de anonimiteit.
In 1999 fuseerde SpVgg met DJK en BSV tot de huidige club.

## Naamshistorie
- 1910 - 1922 SSV 1910 Andernach
- 1922 - 1938 SpVgg Andernach
- 1938 - 1945 SpVgg 1867 Andernach
- 1945 - 1948 SC 1945 Andernach
- 1948 - 1950 SpVgg 1867 Andernach
- 1950 - 1992 SpVgg Andernach 1910 e.V.
- 1992 - 1999 SG Andernach
- sinds 1999 SG 99 Andernach

Ahrweiler BC ·
SG 99 Andernach ·
FC Bitburg ·
SG Hochwald 2023 ·
TuS Immendorf ·
TuS Kirchberg ·
FC Cosmos Koblenz ·
VfB Linz ·
SG Malberg ·
TuS Mosella Schweich ·
SG 2000 Mülheim-Kärlich ·
FV Hunsrückhöhe Mohrbach ·
SG Schneifel/Stadtkyll ·
FSV Trier-Tarforst ·
SG Vordereifel Laubach ·
SG Westerburg ·
VfB Wissen ·
SV Rot-Weiss Wittlich